# Чина членистая

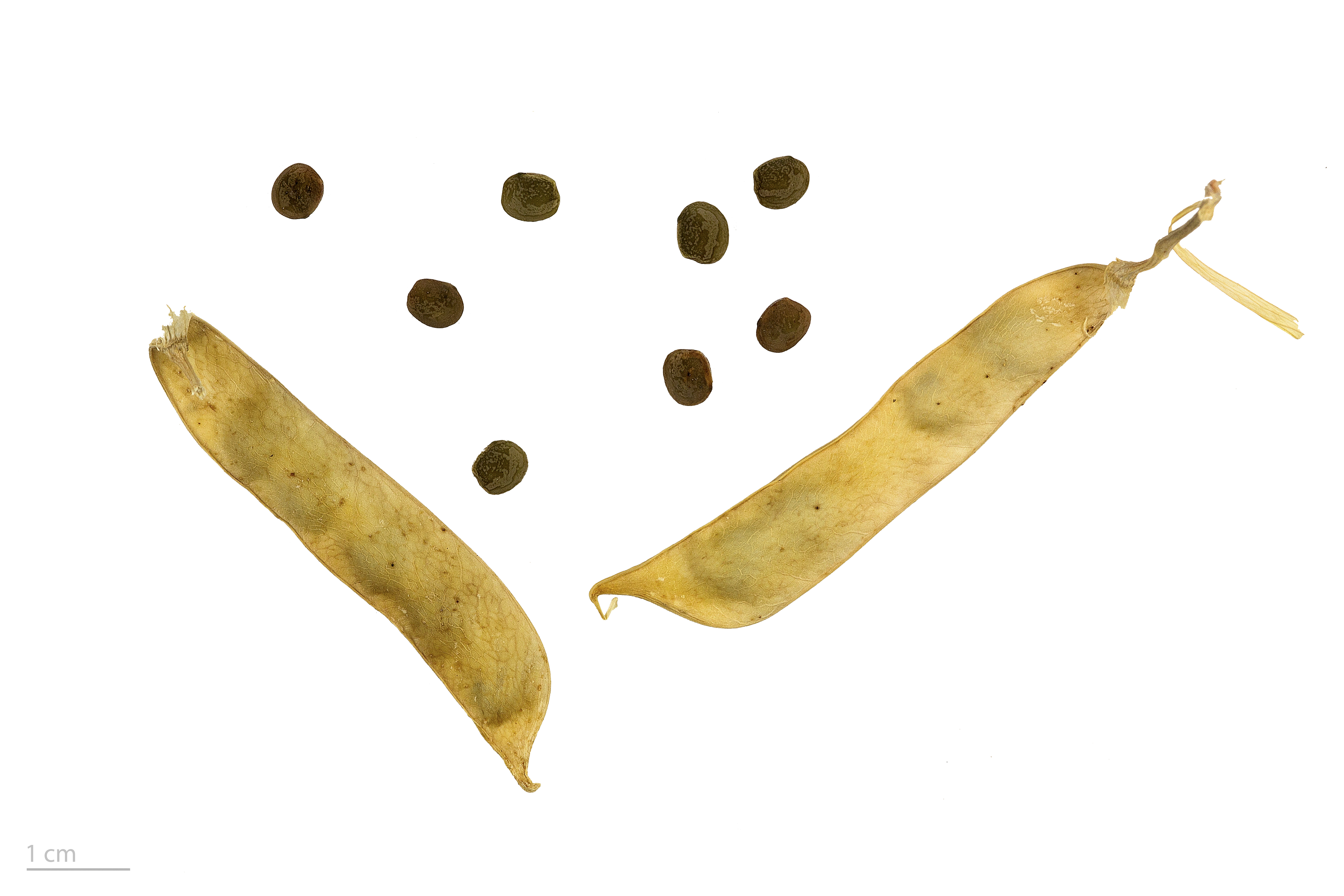
Lathyrus clymenum — Тулузский музей

Чина членистая (лат. Lathyrus clymenum) — вид растений рода Чина семейства Бобовые (Fabaceae), распространённое главным образом в Средиземноморье.
Его зёрна используются в греческой кулинарии для приготовления блюда под названием «фава санторинис» (греч. φάβα Σαντορίνης, fava santorinis), по сути являющегося вариантом горохового пюре. Это растение, культивируемое на острове Тира (или Санторин), за специфические вкусовые достоинства получило от Европейской комиссии статус PDO (Защищённое наименование места происхождения).
Более 3500 лет на Санторини и соседних островах выращиваются бобовые культуры рода Чина. Своеобразная экосистема, сложившаяся из-за вулканической деятельности на острове, пепел, пористая почва, сочетание морской влажности и сухости воздуха наделяют эти бобы уникальными вкусовыми качествами. При хорошей погоде крестьяне могут получать до 800 килограммов бобов с гектара. Но урожай может быть уничтожен засухой или сильными ветрами, которые срывают завязи прежде, чем они дадут зерно. Производство культуры таким образом делает урожай достаточно дорогим. Стоимость 1 килограмма для конечного потребителя составляет около 9—10 евро.
Для приготовления пюре фава санторинис семена чины предварительно замачивают на два часа в холодной воде, затем варят 35—40 минут с луком-шалотом и листьями тимьяна, пока текстура не станет однородной. Воду сливают в другую ёмкость. Семена толкут и сервируют получившуюся массу на тарелке с мелко нарезанным репчатым луком и оливковым маслом, добавляя при необходимости оставшийся бульон. Иногда перед отвариванием с горохом лук обжаривают, а к готовому блюду добавляют сок лимона, каперсы, сельдерей.